# Elliott 6m

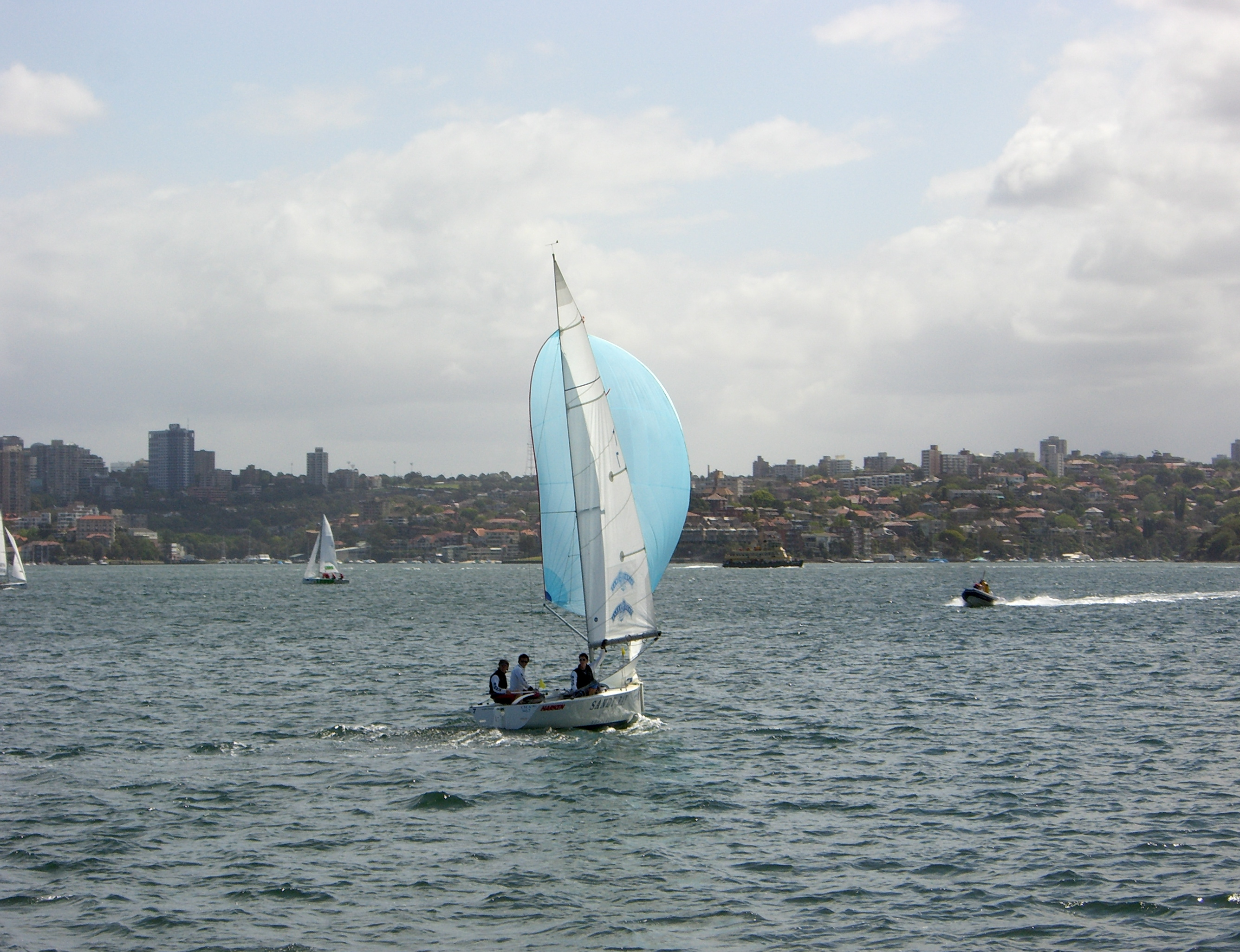
Un Elliott 6m navegando.

El Elliott 6m es un yate de tres tripulantes que ha sido clase olímpica en los Juegos Olímpicos de Londres 2012 en sustitución de la clase Yngling, es decir, como barco para tripulaciones femeninas. La decisión fue tomada por la Federación Internacional de Vela (ISAF) en 2008. Las regatas en las olimpiadas se disputaron en la modalidad de match race. 
Fue diseñado por el neozelandés Greg Elliott en 2000 para reemplazar al Elliott 5.9 como barco de entrenamiento de los equipos del Real Escuadrón de Yates de Nueva Zelanda. Se construye en un único astillero naval, McConaghy Boats.
La clase Elliot 6m sólo tuvo presencia en los JJ. OO. de Londres 2.012 siendo sustituida por la clase 49er FX en los siguientes juegos. España ganó el Oro Olímpico a Australia por un tanteo final de 3 a 2. El equipo español estaba compuesto por Tamara Echegoyen, Ángela Pumariega y Sofía Toro.